# Contea di Wallowa
La contea di Wallowa (in inglese Wallowa County) è una contea dello Stato dell'Oregon, negli Stati Uniti. La popolazione al censimento del 2000 era di 7 226 abitanti. Il capoluogo di contea è Enterprise.

## Geografia
La contea si trova nell'angolo nord-est dello Stato, al confine con Washington e Idaho. Il confine est con l'Idaho è dato dal fiume Snake, che forma l'Hells Canyon. Il territorio è sia montuoso (monti Wallowa), che pianeggiante e con canyon profondi.

### Contee confinanti
- Contea di Garfield (Washington)
- Contea di Asotin (Washington)
- Contea di Nez Perce (Idaho)
- Contea di Idaho (Idaho)
- Contea di Adams (Idaho)
- Contea di Baker - sud
- Contea di Union - ovest
- Contea di Umatilla - nord-ovest
- Contea di Columbia (Washington) - nord-ovest

## Storia
La contea fu creata nel 1887 dalla parte orientale della contea di Union.
Quest'area era dominata da Hinmaton Yalaktit dei nativi Nimíipuu. In lingua nimipuutímt il termine wallowa indicava un treppiede usato per sostenere le reti da pesca. Nel 1871 i primi coloni arrivarono nella regione attraversando le montagne. Nel 1877 Hinmaton Yalaktit si riufiutò di permetter al governo statunitense di privare il suo popolo della valle di Wallowa. Dopo numerose battaglie, i Nimíipuu dovettero arrendersi.

## Comuni

### Cities
- Enterprise (capoluogo)
- Joseph
- Lostine
- Wallowa

### Census-designated place
- Wallowa Lake